# Kuryella xanthoacantha
Kuryella xanthoacantha is een hooiwagen uit de familie Gonyleptidae.